# Стјепан Џими Станић
Стјепан Џими Станић (Загреб, 29. јануар 1929) је југословенски и хрватски музичар, певач, гитариста и контрабасиста.

## Каријера
Своју музикалност почео је откривати као двадесетогодишњак, почетком педесетих година прошлог века, као певач, гитариста и изврстан контрабасиста, више нагињући ка џезу. 
Дебитантску плочу Cowboy Jimmy снимио је случајно као члан вокалног ансамбла Никице Калогјере захваљујући надимку Џими. Његов топао вокал, допуштао му је да се упушта у трку са многим светским хитовима али пре свега да својим лежерним и непретенциозним, духовитим наступима и богатим тоном пуним свинга пренесе у атмосферу клупске забаве прћене салвама смеха. 
На естрадној ветрометини остао је усправан, на оној светлијој, сунчаној страни.
Посебно место у Џимијевој дискографији заузимају три евергрина: Замагљен прозор (Тема из филма Пукотина раја), Пролази све (са фестивала Загреб '65) и Јутро ће промијенити све (коју су извели и сарајевски Индекси на фестивалу Опатија '68).
Године 2013. додељена му је награда Порин за животно дело.

## Фестивали
Ваш шлагер сезоне, Сарајево:
- Данијел, '69
- Мала Џуди, '70

Опатија:
- Анела (алтернација са Ладом Лесковаром) / Љубав треба чекати (алтернација са Елвиром Воћом), '64
- Смијеши се (алтернација са Надом Кнежевић), '67
- Јутро ће промијенити све (алтернација са Индексима), трећа награда стручног жирија, '68

Београдско пролеће:
- Тужне очи (алтернација са Аницом Зубовић), трећа награда публике, '64

Загреб:
- Дим / За њу, '64
- Пролази све (алтернација са Ивом Робићем)/ Кратак сусрет (алтернација са Габи Новак), '65
- Сам у киши, '68
- Суботње вече (алтернација са Вишњом Корбар), '68
- Сад си ту, '69
- Буди добра Валентина, '70
- Теби / Шеф, '71
- Маја, '82
- Само за ме сав тај чар, '89
- Мама Инез, 2021

Крапина:
- Попевка, '68
- Нисам те, мати, позабил, '70
- Так је то, '72
- Навек је то так, '74
- Пијар, '75
- Ја бум, '81
- Закај се свадију, '93

Фестивал хумора, Керемпух:
- Прслук пуцам, друга награда публике, '70

Скопље:
- Ана, '71

Славонија, Славонска Пожега:
- Повратак, '72
- Јагоде, '76
- Славонија мијења лице, '77

Пјесме Подравине и Подравља, Питомача:
- Ву те Подравине (са супругом Барбаром Станић), '94

Поп фест, Арена, Пула:
- Мале ноћне оргуље на плин (са групом Moonlight cats), '97

Осфест, Осијек:
- Тако је добро да си ту, '97